# Usha Mangeshkar
Usha Mangeshkar (devanagari : उषा मंगेशकर, née le 15 décembre 1935 à Bombay) est une chanteuse indienne en plusieurs langues indiennes : hindi, bengali, marathi, kannada, népalais, bhodjpouri, gujarati et assamais.

## Biographie
Elle est le deuxième plus jeune enfant du pandit Deenanath Mangeshkar et de Shevanti Shudhamati. Elle est la plus jeune sœur de Lata Mangeshkar, Asha Bhosle et Meena Khadikar, et l'aînée de son frère directeur musical Hridaynath Mangeshkar.
Elle est une chanteuse de playback à partir de 1954 et devient célèbre avec les chants de dévotions pour le film Jai Santoshi Maa (en), sorti en 1975, qui devient l'un des plus grands succès du cinéma indien. Elle est nommée pour le Filmfare Award de la meilleure chanteuse de play-back en 1976 pour ce film puis de nouveau en 1978 et en 1980 pour Inkaar.
Comme sa mère, elle a une passion pour la peinture.